# 40919 Johntonry
40919 Johntonry è un asteroide della fascia principale. Scoperto nel 1999, presenta un'orbita caratterizzata da un semiasse maggiore pari a 2,5549066 UA e da un'eccentricità di 0,1900212, inclinata di 4,56309° rispetto all'eclittica.